# Квинт Бебий Сулка
Квинт Бебий Сулка (на латински: Quintus Baebius Sulca) е политик на Римската република през 2 век пр.н.е.
Произлиза от плебейския род Бебии, чийто клон Бебии Тамфили става патрицийански през 180 пр.н.е..
Той е претор през 175 пр.н.е. През 173 пр.н.е. е изпратен заедно с Гай Валерий Левин, Гней Лутаций Церкон, Марк Корнелий Мамула и Марк Цецилий Дентер първо при Персей в Македония, за да проучат на место тамошното положение преди Третата римско-македонска война. След това петте римски посланици оттам отиват в Александрия в двора на младия цар Птолемей VI Филометор от Египет, за да затвърдят приятелските отношения. Птолемей VI, също селевкидският цар Антиох IV и пергамският цар Евмен II обещават добро отношение към Рим и така помагат за по-нататъшното издигане на Римската република.